# Araneus montereyensis
Araneus montereyensis là một loài nhện trong họ Araneidae.
Loài này thuộc chi Araneus. Araneus montereyensis được miêu tả năm 1951 bởi Archer.